# Ященко, Виталий Александрович
Вита́лий Алекса́ндрович Я́щенко (род. 2 октября 1941, Пятигорск, Ставропольский край) — украинский учёный-кибернетик, создатель нового класса нейронных сетей — нейроподобные растущие сети (1993), старший научный сотрудник ИПММС НАН Украины (1995), ученый секретарь секции Математические машины и системы научного семинара по проблеме Кибернетика НАН Украины (1994), член Ассоциации создателей и пользователей интеллектуальных систем (Киев, Украина) (1995), зам. главного редактора международного журнала «Математические машины и системы» (1996), доцент кафедры ММЭД Факультета кибернетики Национального университета им. Т. Г. Шевченко, Украина (1996), профессор Донецкого Государственного университета информатики и искусственного интеллекта (1996), член международного общества информационное слияние (International Society of Information Fusion, CA, USA) (1999).
Председатель организационного комитета международной конференции KDS-95, член организационного комитета международной конференции KDS-97, член международного комитета конференции FUSION’99.
Генерал-лейтенант Украинского реестрового казачества, помощник Гетьмана по вопросам науки.
Соавтор 2 монографий, более 55 научных публикаций и 22 изобретений.

## Биография
Виталий Александрович Ященко родился в г. Пятигорск Ставропольского края, Россия, в 1941 году в семье военнослужащего.
Окончил Киевский геологоразведочный техникум (1958), Одесский институт патентоведения (1971), Одесский политехнический институт, факультет автоматики и телемеханики (1972). Получил степень кандидата технических наук в 1989 г. в Институте кибернетики им. академика В. М. Глушкова Национальной Академии Наук Украины, В 1999 г. защитил степень доктора наук в Институте проблем математических машин и систем НАН Украины. Не утвержден ВАК Украины.
С 1974 года работал в Институте кибернетики АН УССР, затем — Специальном конструкторском бюро (СКБ) Института кибернетики АН УССР, с 1992 года — в Институте проблем математических машин и систем НАН Украины, в который было преобразовано СКБ.
Много работ В. А. Ященко реализовано совместно с проф., чл-корр. НАН Украины А. А. Морозовым.
Ряд работ оказались новыми в мире и были признаны изобретениями. Наиболее известные из разработок ученого — интеллектуальная диагностическая система для диагностики заболеваний организма, которая может успешно использоваться врачами-терапевтами, разработана и внедрена (в санаториях Крыма) система двигательной активности больных.
Основное направление научных изысканий Виталия Александровича на протяжении последних 30-ти лет — нейроподобные растущие сети, как новая технология обработки информации.

## Научная деятельность
Сфера научных интересов: искусственный интеллект, нейроподобные растущие сети.
В своем учении о нейроподобных растущих сетях В. А. Ященко рассматривает жизнеспособность системы, дает положения, характеризующие динамическую структуру сети и выводит особенности представления в такой сети информации. Основная особенность такой сети — подобность во многих моментах поведения с нервной системной человека.
Данное учение входит в систему учений об искусственном интеллекте — наиболее перспективном направлении развития новых технологий в компьютерной технике и робототехнике.
Виталием Александровичем дано определение нейроподобной растущей сети, которое сейчас используется учеными ряда стран мира, в частности, российскими учеными, а также расписаны классы нейроподобных растущих сетей, даны их определения, характеристики.
Согласно исследованиям В. А. Ященко, в основе нейроподобных растущих сетей лежит синтез знаний выработанных классическими теориями — растущих пирамидальных сетей и нейронных сетей. Первые из них дают возможность образовывать смыслы, как объекты и связи между ними, по мере построения самой сети, то есть число объектов, как и связей между ними будет такое именно, какое нужно, будучи ограниченным лишь объёмом памяти машины. При этом каждый смысл (понятие) приобретает отдельную компоненту сети как вершину, связанную с другими вершинами. В общем это вполне соответствует структуре отражаемой в мозге, где каждое явное понятие представлено определённой структурой и имеет свой обозначающий символ. Если указанные компоненты являются нейроподобными элементами, а связи приобретают различный вес, то получим универсальную нейроподобную сеть со всеми её необходимыми свойствами. Вместе с тем эта сеть практически свободна от ограничений на количество нейроподобных элементов в котором и нужно разместить соответствующую информацию, то есть построить саму сеть, представляющую данную предметную область. Во вторых эта сеть приобретает повышенную семантическую ясность за счёт образования не только связей между нейроподобными элементами, но и самих элементов как таковых, то есть здесь имеет место не просто построение сети путём размещения смысловых структур в среде нейроподобных элементов, а, собственно, создание самой этой среды, как эквивалента среды памяти.

### Основные труды
1. Морозов А. А., Ященко В. А. Ситуационные центры. Информационные технологии будущего. — Киев: СП «Интертехнодрук», 2008. — 332 с.
2. Морозов А. А., Ященко В. А. Интеллектуализация ЭВМ на базе нового класса нейроподобных растущих сетей. Киев: ГКПП «ТИРАЖ», 1997. — 125 с.
3. Ященко В. А. Размышляющие компьютеры // Математические машины и системы. — 2006. — № 1. — С. 49 — 59.
4. Ященко В. А. Некоторые аспекты «нервной деятельности» интеллектуальных систем и роботов // Искусственный интеллект, № 4, 2009. с. 504—511.

## Международное признание
Ященко В. А. известен в России, Китае, США, Болгарии, его работы были представлены на выставке «CeBIT» в Германии.
Ученый является единственным от СНГ членом программного комитета международной конференции International Conference on Information Fusion, Стокгольм, Швеция.
Он также официальный рецензент статей, подаваемых на международные конференции США, Канады, стран ЕС:
- Education and Information Systems, Technologies and Applications: EISTA;
- International Multi-Conference on Society, Cybernetics and Informatics: IMSCI[2];
- International Conference on Education, Training and Informatics: ICETI;
- International Conference on Society and Information Technologies: ICSIT;
- International Conference on Computing, Communications and Control Technologies: CCCT 2011;
- International Conference on Information Systems Analysis and Synthesis: ISAS[3];
- International Conference on Information Fusion Florence (Italy)[4];
- World Multi-Conference on Systemics, Cybernetics and Informatics: WMSCI.